# Hyperolius quinquevittatus
Espèce
Synonymes
- Hyperolius mertensi Poynton, 1964

Statut de conservation UICN

 LC  : Préoccupation mineure
Hyperolius quinquevittatus est une espèce d'amphibiens de la famille des Hyperoliidae.

## Répartition
Cette espèce se rencontre généralement entre 1 000 et 2 300 m d'altitude :
- dans le nord de l'Angola ;
- dans le sud de la République démocratique du Congo ;
- dans le nord de la Zambie ;
- au Malawi ;
- dans le sud de la Tanzanie.

Sa présence est incertaine au Mozambique dans les monts Namuli.

## Publication originale
- Bocage, 1866 : Reptiles nouveaux ou peu recueillis dans les possessions portugaises de l'Afrique occidentale, qui se trouvent au Muséum de Lisbonne. Jornal de sciencias mathematicas, physicas e naturaes, Lisboa, vol. 1, p. 57-78 (texte intégral).